# Nadine Isaacs
E. Nadine Isaacs (* 1942 in Kingston, Jamaika; † 16. Juni 2004 ebenda) war eine jamaikanische Architektin und Hochschullehrerin. Sie war die erste weibliche Präsidentin des Jamaica Institute of Architects und leitete als erste Frau  die Caribbean School of Architecture in Kingston.

## Leben und Werk
Isaacs war die Tochter von Ivy und Wills Isaacs. 1974 erhielt sie den Bachelor of Architecture an der Carlton University in Ottawa und im selben Jahr erhielt sie ihr Certificate of Accredited Architectural Education vom Royal Architectural Institute of Canada. Sie schloss 1981 ihr Architekturstudium an der Universität Sydney in Australien mit einem Diplom in Bauwissenschaften ab.
Isaacs wurde bei dem jamaikanischen Ministerium für Wohnungswesen angestellt, wo sie zur leitenden Architektin befördert wurde. Mitte der 1970er Jahre arbeitete sie in Jamaika mit der Weltbank an verschiedenen Projekten in Zusammenarbeit mit dem Ministerium für Wohnungswesen, um die Verfügbarkeit von kostengünstigen Dachmaterialien zu verbessern. Isaacs trat der Sites and Services Division bei und arbeitete an der Planung und dem Bau von kostengünstigen Wohnungen. 1982 gründete sie ihre eigene Firma, E. Nadine Isaacs Architects Limited.
Sie wurde 1986 erste weibliche Präsidentin des Jamaica Institute of Architects und wurde 1987 für eine zweite Amtszeit wiedergewählt. Im selben Jahr wurde sie zur ersten weiblichen stellvertretenden Vorsitzenden des neu gegründeten Architects Registration Board ernannt. 1999 wurde sie die erste weibliche Leiterin der Caribbean School of Architecture und die erste weibliche Fellow des Jamaica Institute of Architects.
Isaacs starb nach einem langen Krebsleiden 2004 in Kingston.  Posthum wird in ihrem Namen jährlich das Nadine Isaacs Memorial Scholarship und der E. Nadine Isaacs Architecture Ltd. Award an der University of Technology, Jamaica, verliehen.